# Лоуренс, Климакс
Климакс Лоуренс (англ. Climax Lawrence; 16 января 1979, Маргао, Индия) — индийский футболист, полузащитник.
Начал играть в футбол в 12 лет. Подписал первый профессиональный контракт в 1999 году с клубом «Салгаокар» и в первом же сезоне стал чемпионом Индии. С 2005 года играет за «Демпо», с которым стал чемпионом Индии 2007 и 2008 годов и полуфиналистом Кубка АФК-2008.
В сборную Индии впервые вызван в 2002 году английским тренером Стивеном Константином. Стал победителем проходившего в Индии в 2008 году Кубка вызова АФК, забил на этом турнире один гол — победный гол на 91-й минуте матча с Афганистаном.
С 2011 года является капитаном сборной Индии по футболу. Закончил международную карьеру в феврале 2012.